# توتو ليونيداس
توتو ليونيداس (بالإنجليزية: Toto Leonidas)‏ هو لاعب بوكر أمريكي، ولد في 10 أكتوبر 1960 في باكولود في الفلبين.